# ヒューバート・バイデンス
ヒューバート・バイデンス（Hubert Buydens、1982年1月4日 - ）は、カナダの元ラグビー選手。

## プロフィール
- カナダ・サスカチュワン州サスカトゥーン出身[1]。
- ポジションはプロップ(PR)。
- 身長 190cm、体重 118kg
- カナダ代表通算キャップ数は58でワールドカップ2011・2015・2019のカナダ代表に選ばれた[2]。

## 略歴
プレリーウルフパック、マヌカウ、サンディアゴ・ブレイカーズを経て、2018年、ニューオーリンズ・ゴールドに加入。 
2020年、現役を引退した。 